# バンザイVenus
「バンザイVenus」（バンザイ ビーナス）は、日本の女性アイドルグループ・SKE48の楽曲。作詞は秋元康、作曲は佐々倉有吾が担当した。2011年3月9日に、SKE48の5作目のシングルとして日本クラウン (CROWN GOLD) から発売された。このシングルは、オリコンウィークリーチャートでグループ初の首位獲得作品となった。楽曲のセンターポジションは松井珠理奈と松井玲奈が務めた。

## 背景とリリース
前作から4か月ぶりのシングルで、前作同様「通常盤typeA」「通常盤typeB」「劇場盤」の3形態でのリリースとなった。
シングルのリリースは、2011年1月15日、前作「1!2!3!4! ヨロシク!」の特典イベントとして全国5都市を巡り行われていた発売記念全国握手会の最終地である名古屋市の名古屋港ガーデン埠頭において、ミニライブの最後の曲の演奏前にサプライズとして発表された。メンバーを代表して松井珠理奈がファンに報告するという形式であった。
表題曲「バンザイVenus」は前作に引き続いて16人選抜で、メンバーは前作から3名入れ替えとなった。小木曽汐莉は「青空片想い」以来約1年ぶり、高田志織・平田璃香子は「強き者よ」以来約1年7か月ぶりの選抜復帰。前作の選抜メンバーだった木下有希子・中西優香・山田恵里伽が選抜から外れた。
カップリング曲を担当するユニットは前作同様「紅組」「白組」だが、人数が各12人と少なくなった。もう1つのカップリング曲「愛の数」はチームKIIが担当で、チームKII名義として初のオリジナル楽曲である。この構成のため、当時のメンバーのうち、怪我により一時休養している松下唯に加え、チームEから8人、研究生は全員が、それぞれどの楽曲にも参加していない。
キャッチコピーは「君に会えて、バンザイ!」。
CDの封入特典として、通常盤2タイプの各初回生産分に全国イベント参加引換券およびオリジナルトレーディングカード（全16種類のうちランダム1枚）が付いた。なお後に東日本大震災の影響により、全国イベントは一部の会場で中止となった。
前作よりも多い収録曲4曲すべてを対象に、着うたは2011年2月16日から、着うたフルは同年2月23日からそれぞれ先行配信が開始された。配信元は表題曲「バンザイVenus」がレコチョク、カップリング3曲はそれぞれDAM、music.jp、ドワンゴと分けられた。なお期間限定の特典として、「バンザイVenus」の着うたにはオリジナル待受画像（購入者全員、同年3月15日まで）および「SKE48 3Dシネマライブ vol.1 制服の芽 公演2011」直筆サイン入りポスター（抽選で5名、同年3月1日まで）が、「バンザイVenus」の着うたフルには待受FLASH（購入者全員、同年3月22日まで）および「SKE48 3Dシネマライブ vol.1 制服の芽 公演2011」直筆サイン入りパンフレット（抽選で5名、同年3月8日まで）が、それぞれ提供された。
なお、今作品をもって日本クラウン (CROWN GOLD)との契約が満了し、次作品の「パレオはエメラルド」からはエイベックス (avex trax)からの発売となる。

## 音楽性・批評
ポップス調に変化のあるコーラスを交えたメロディで、片想いの人の告白を応援する曲。告白したいけれどできない片想いの切なさを歌う「青空片想い」や「ごめんね、SUMMER」などとは違い、片想いの気持ちを「当たって砕けろ」のように前向きにストレートに歌っている曲で、"かわいらしさ"も加わっているという。
例えば普通のテンポのAメロ、続けて音程の低いBメロ、そして特徴である強いサビが速いテンポでくるという様子で、メロディの強弱・起伏が大きい曲である。裏打ちのスカアレンジも取り入れられているほか、間奏では「バンザイ!」と叫ぶところがある。
『CDジャーナル』は「底抜けに可愛くて、楽しくて、元気になれる」曲、Billboard JAPANの杉岡祐樹は「SKE48らしい元気なアッパーチューン」と、それぞれ評している。

## アートワーク
| typeA 表  | 小木曽汐莉・木﨑ゆりあ・木本花音・高柳明音・松井珠理奈・松井玲奈・矢神久美                       |
| typeA 裏  | 石田安奈・大矢真那・桑原みずき・須田亜香里・高田志織・平田璃香子・平松可奈子・古川愛李・向田茉夏 |
| typeB 表  | 石田安奈・大矢真那・桑原みずき・須田亜香里・高田志織・平田璃香子・平松可奈子・古川愛李・向田茉夏 |
| typeB 裏  | 小木曽汐莉・木﨑ゆりあ・木本花音・高柳明音・松井珠理奈・松井玲奈・矢神久美                       |
| 劇場盤 表 | 「バンザイVenus」選抜メンバー16名                                                                |
| 劇場盤 裏 | 「バンザイVenus」選抜メンバー16名                                                                |

ジャケットに描かれているタイトルロゴは平田璃香子によるもの。本作から、選抜メンバーそれぞれが手書きでデザインしたもの中から選ばれている。

## チャート成績
SKE48のこれまでのシングルでは、2nd・3rdがオリコンウィークリーチャート3位、4thが同2位であったことから、5thである本作「バンザイVenus」で1位を記録できるかどうかがリリース発表時よりメディアで注目されていた。
結果、3月21日付の同チャートでは前作の約1.7倍となる初動売上約20万7000枚を記録し、グループ初の首位となった。同チャートへのランクイン回数は通算25回となっている。
また、発売前日の2011年3月8日付オリコンデイリーチャートでは前作の倍に近い推定売上枚数約16万3000枚を記録し、同じく首位となった。
2010年のオリコン年間シングルチャートでは売上枚数274,973枚を記録し、17位にランクインした。
Billboard JAPANのチャートにおいては、2011年3月21日付のHOT 100及びHot Singles Salesの双方で2位にランクインしたほか、同日付のHot 100 Airplayでは13位にランクインした。
サウンドスキャンジャパンのチャートにおいては、2011年3月7日 - 13日調査分の週間CDソフト シングルランキング TOP20で「通常盤typeA」が推定売上枚数32,332枚の3位、「通常盤typeB」が同25,519枚の4位を記録し、1・2位のNYC「ユメタマゴ」に続いた。

## ミュージック・ビデオ

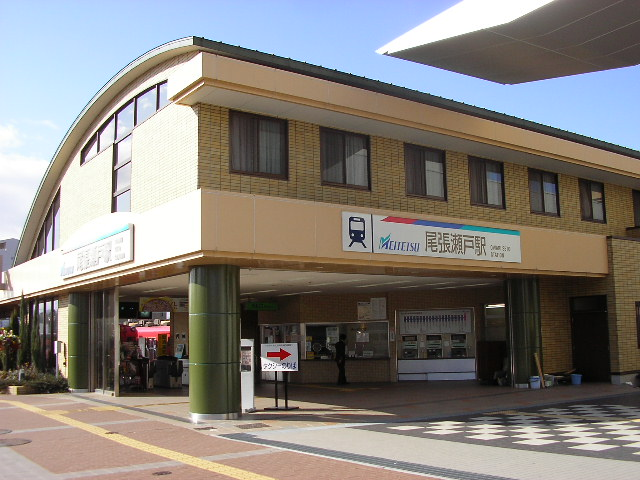
「バンザイVenus」のMV撮影に使用された名鉄瀬戸線尾張瀬戸駅

ミュージック・ビデオの監督は丸山健志（KRK PRODUCE）が務めた。SKE48の地元愛知県内のいくつかの場所をロケ地として撮影が行われた。
商店街で買い物をするシーンは、名古屋市大須仁王門通商店街および瀬戸市銀座商店街がロケ地となった。お年寄りから子供まで幅広い年代の約1,000人のエキストラを集めて振付け指導が行われ、メンバーとエキストラが一緒に踊るシーンが撮影された。電車の車内を走りぬけ、ホームを通り、改札を抜けるシーンは、名鉄瀬戸線 尾張瀬戸駅で撮影されている。
「愛の数」のミュージック・ビデオは当初制作されていなかったが、東北地方太平洋沖地震（東日本大震災）を受けて“被災者の心の支えに少しでもなれれば”と、チームKIIが劇場のステージで歌った動画が制作され、3月24日、YouTubeのSKE48公式チャンネルにて公開された（動画には「―この曲の持つ優しさや温かさが皆様に届きますように―」と追加されている）。MCは高柳。
「卒業式の忘れもの」のミュージック・ビデオの監督は新宮良平（MiCRO FILM）。千葉市中央区の千葉明徳学園で撮影された。
「誰かのせいにはしない」のミュージック・ビデオの監督は丸山健志。

## メディアでの使用
「バンザイVenus」はピザハット「ハットバリューシリーズ」のCMソングに使用され、同CMにSKE48のメンバーも出演した。なお、SKE48にとってこれが初の全国放送のテレビCMとなった。このほか、以下のタイアップがある。
- 鈴鹿サーキットCMソング[19]
- テレビ神奈川、メ〜テレ制作バラエティ番組『イッテ♡恋48』初代主題歌
- テレビ愛知、AT-X制作バラエティ番組『SAY! YOU! SAY! ME!』エンディングテーマ
- 大分朝日放送、『れじゃぐる』プレゼントコーナーソング（ただしoff vocal ver.）

## シングル収録トラック

### 通常盤typeA
| #  | タイトル                          | 作詞   | 作曲       | 編曲           | 時間 |
| -- | --------------------------------- | ------ | ---------- | -------------- | ---- |
| 1. | 「バンザイVenus」                 | 秋元康 | 佐々倉有吾 | 野中"まさ"雄一 | 3:39 |
| 2. | 「愛の数」(チームKII)             | 秋元康 | 重永亮介   | 野中"まさ"雄一 | 3:36 |
| 3. | 「卒業式の忘れもの」(白組)        | 秋元康 | 浜崎裕司   | 原田ナオ       | 4:18 |
| 4. | 「バンザイVenus（off vocal）」    |        |            |                |      |
| 5. | 「愛の数（off vocal）」           |        |            |                |      |
| 6. | 「卒業式の忘れもの（off vocal）」 |        |            |                |      |

| #  | タイトル                                   | 作詞 | 作曲・編曲 |
| -- | ------------------------------------------ | ---- | ---------- |
| 1. | 「「バンザイVenus」music video」           |      |            |
| 2. | 「「卒業式の忘れもの」music video」        |      |            |
| 3. | 「「バンザイVenus」music videoメイキング」 |      |            |

### 通常盤typeB
| #  | タイトル                              | 作詞   | 作曲       | 編曲           | 時間 |
| -- | ------------------------------------- | ------ | ---------- | -------------- | ---- |
| 1. | 「バンザイVenus」                     | 秋元康 | 佐々倉有吾 | 野中"まさ"雄一 | 3:39 |
| 2. | 「愛の数」(チームKII)                 | 秋元康 | 重永亮介   | 野中"まさ"雄一 | 3:36 |
| 3. | 「誰かのせいにはしない」(紅組)        | 秋元康 | 吉富小百合 | 平田祥一郎     | 4:09 |
| 4. | 「バンザイVenus（off vocal）」        |        |            |                |      |
| 5. | 「愛の数（off vocal）」               |        |            |                |      |
| 6. | 「誰かのせいにはしない（off vocal）」 |        |            |                |      |

| #  | タイトル                                   | 作詞 | 作曲・編曲 |
| -- | ------------------------------------------ | ---- | ---------- |
| 1. | 「「バンザイVenus」music video」           |      |            |
| 2. | 「「誰かのせいにはしない」music video」    |      |            |
| 3. | 「「バンザイVenus」music videoメイキング」 |      |            |

### 劇場盤
| #  | タイトル                              | 作詞   | 作曲       | 編曲           | 時間 |
| -- | ------------------------------------- | ------ | ---------- | -------------- | ---- |
| 1. | 「バンザイVenus」                     | 秋元康 | 佐々倉有吾 | 野中"まさ"雄一 | 3:39 |
| 2. | 「愛の数」(チームKII)                 | 秋元康 | 重永亮介   | 野中"まさ"雄一 | 3:36 |
| 3. | 「卒業式の忘れもの」(白組)            | 秋元康 | 浜崎裕司   | 原田ナオ       | 4:18 |
| 4. | 「誰かのせいにはしない」(紅組)        | 秋元康 | 吉富小百合 | 平田祥一郎     | 4:09 |
| 5. | 「バンザイVenus（off vocal）」        |        |            |                |      |
| 6. | 「愛の数（off vocal）」               |        |            |                |      |
| 7. | 「卒業式の忘れもの（off vocal）」     |        |            |                |      |
| 8. | 「誰かのせいにはしない（off vocal）」 |        |            |                |      |

## 選抜メンバー
- 石田安奈
- 大矢真那
- 小木曽汐莉
- 木﨑ゆりあ
- 木本花音
- 桑原みずき
- 須田亜香里
- 高田志織
- 高柳明音
- 平田璃香子
- 平松可奈子
- 古川愛李
- 松井珠理奈
- 松井玲奈
- 向田茉夏
- 矢神久美